# Heterostygninae
Sous-famille
Les Heterostygninae sont une sous-famille d'opilions laniatores de la famille des Stygnidae.

## Distribution
Les espèces de cette sous-famille se rencontrent en Amérique du Sud et au Antilles.

## Liste des genres
Selon World Catalogue of Opiliones (04/10/2021) :
- Eutimesius Roewer, 1913
- Imeri Pinto-da-Rocha & Tourinho, 2012
- Innoxius Pinto-da-Rocha, 1997
- Minax Pinto-da-Rocha, 1997
- Stenostygnellus Roewer, 1913
- Stygnidius Simon, 1879
- Stygnoplus Simon, 1879
- Timesius Simon, 1879
- Yapacana Pinto-da-Rocha, 1997

## Publication originale
- Roewer, 1913 : « Die Familie der Gonyleptiden der Opiliones-Laniatores [Part 2]. » Archiv für Naturgeschichte, sér. A, vol. 79, no 5, p. 257–472 (texte intégral).